# Айнзатцгрупи

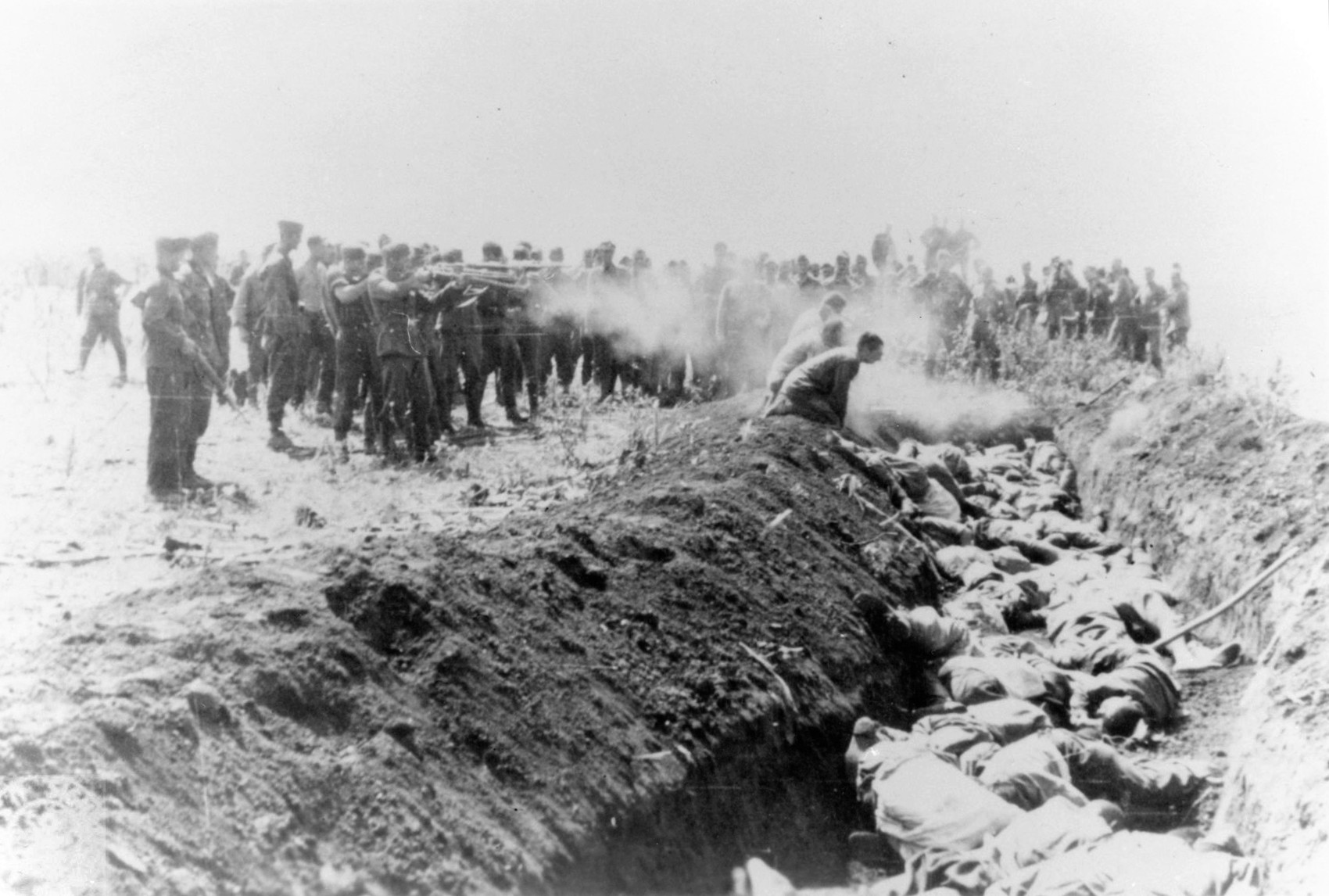
Масова страта радянських цивільних осіб, 1941 рік

Айнзацгрупи (нім. Einsatz — введення до бою) — оперативні військово-розвідувальні частини Служби безпеки (СД), створені німецьким нацистським керівництвом в рамках військ СС для ліквідації населення, знищення військовополонених на окупованих територіях. Поділялися на зондер- (нім. Sonderkommando) та айнзатцкоманди (нім. Einsatzkommando), підпорядковувалися Головному управлінню імперської безпеки Німеччини (РЗГА), долучалися до армійських частин Вермахту. Зондеркомади діяли за лінією фронту, а айнзацкоманди —оперували в тилу за лінією фронту. Створені у вересні 1938, діяли на окупованій німецькими військами території Чехословаччини, а потім в Польщі. Кожна айнзатцгрупа налічувала від 800 до 1200 добровольців СС, гестапо і СД. Усі вони проходили короткотермінову спецпідготовку, навчалися тактиці каральних «акцій» щодо великих груп людей.

## Австрія, Чехословаччина та Польща
Айнзацгрупи і айнзацкоманди зобов'язані своїм виникненням спеціально створеній службі безпеки і агентам гестапо, які працювали в тісному контакті з австрійською поліцією по виявленню і арешту громадян, налаштованих проти нацистського режиму, що підлягають фізичному знищенню.
Під час приєднання Австрії до Німецького рейху і приєднання Судетської області Чехословаччини в 1938 році, а також при окупації «решти Чехії» в 1939-му, використовувалися «виконавчі команди» (нім. Einsatzkommando, айнзацкоманди) або «виконавчі групи», які забезпечували потреби поліції безпеки і здійснювали, як писало ксенофобське періодичне видання «Völkischer Beobachter» «очищення звільнених областей від марксистських зрадників народу та інших ворогів держави».

## Айнзатцгрупи на окупованій території СРСР

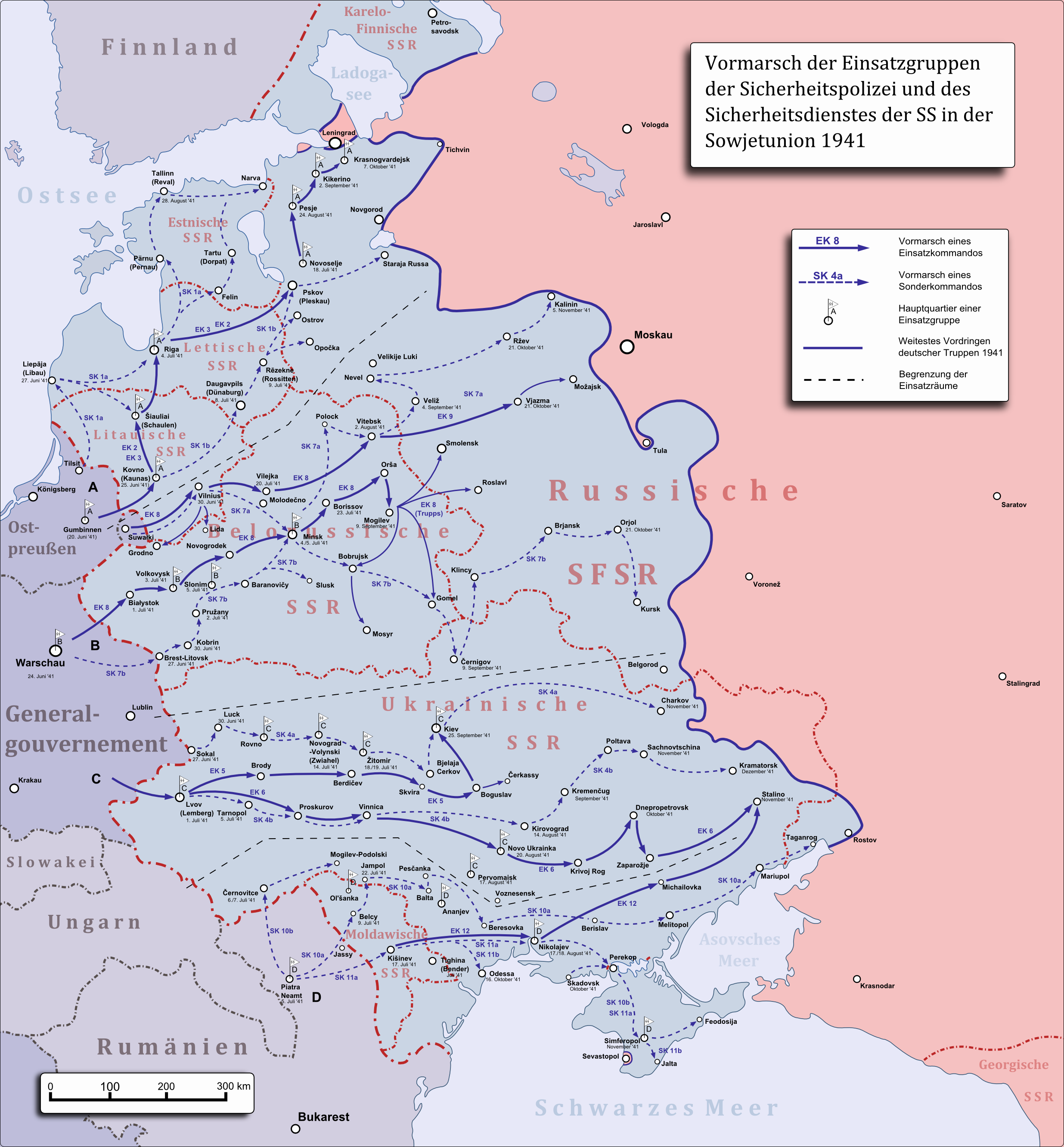
Просування айнзацгруп A, B, C, D на окупованих територіях Радянського Союзу в зоні дії армійських груп вермахту, 1941.
Умовні позначення: EK8 — № і маршрут руху айнзацкоманди; SK4a — № і маршрут рух зондеркоманди; прапорець — місце дислокації та найменування айнзацгрупи; суцільна лінія — просування військ; пунктирна лінія — кордони дій айнзацгруп.

Айнзатцгрупи «А» у складі групи армій «Північ» і «В» у групі армій «Центр» вступили на територію СРСР відразу за гітлерівськими військами вже в перші дні німецько-радянської війни. Айнзацгрупа А діяла в Балтійських країнах і Білорусі. Вона складалася зі зондеркоманд 1а і 1б та айнзацкоманд 2 і 3. Айнзатцгрупа Б, яка оперувала в Білорусі, складалася з зондеркоманд  7а і 7б та айнзацкоманд 8 і 9. На території України, Брянської області, в Криму і на Північному Кавказі діяли айнзатцгрупи «С» під орудою оберфюрера СС Раша — у складі зондеркоманд 4а і 4б, айнзатцкоманд 5 і 5б, а також айнзатцгрупи «Д» на чолі з бригаденфюрером СС Олендорфом у складі зондеркоманд 10а, 10б і айнзатцкоманд 11а, 11б і 12, підпорядкованих групі армій «Південь».
У жовтні 1941 у зв'язку зі «збільшенням обсягу роботи» в РЗГА створили особливий командний штаб для загального керівництва «акціями» айнзатцкоманд. Серед 1200 виконавців масової страти мирного населення у Бабиному Яру в Києві була зондеркоманда 4а айнзатцгрупи «С», що складалася приблизно зі 150 есесівців, начальником був штандартенфюрер СС Пауль Блобель, якого страчено 1951 за вироком у справі «айнзатцгруп».
За приблизними підрахунками, жертвами діяльності айнзатцгруп на території СРСР стали 2 мільйони осіб. Лише айнзатцгрупи «С», що діяла на території України, знищила 975 тисяч осіб. Так у містечку Паволоч було знищено 1,5 тисячі євреїв.

## Покарання
Після розгрому нацистської Німеччини групу керівників айнзатцгруп (22 особи) 1947—1948 було засуджено американським військовим трибуналом у Нюрнберзі на «процесі № 9»: 14 злочинців — до смертної кари, інших — до різних термінів тюремного ув'язнення. У наступні роки в Німеччині відбулося кілька судових процесів у справах керівництва СД.